# Werner Kaltefleiter

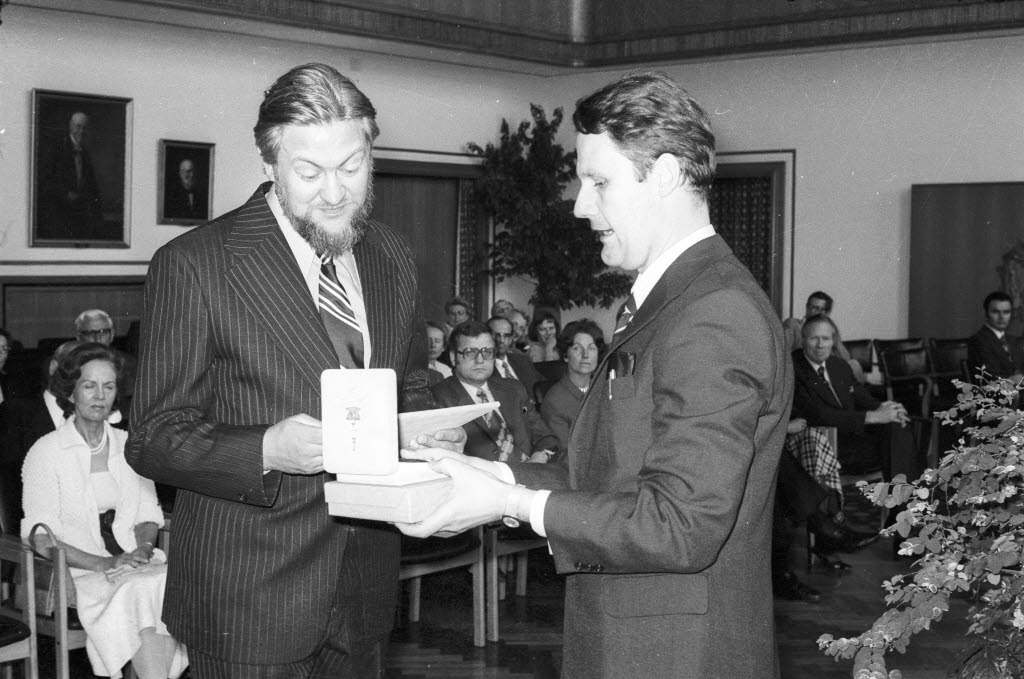
Werner Kaltefleiter (rechts) bei einer Preisverleihung im Jahr 1975

Werner Kaltefleiter (* 21. April 1937 in Hagen; † 17. März 1998 in Kiel) war ein deutscher Politikwissenschaftler und von 1971 bis zu seinem Tod Lehrstuhlinhaber und ordentlicher Professor an der Christian-Albrechts-Universität zu Kiel. Parallel war er von 1971 bis zu seiner Ernennung zum Vizepräsidenten der Universität Kiel im Jahr 1975 Leiter des Sozialwissenschaftlichen Forschungsinstituts der Konrad-Adenauer-Stiftung in Alfter bei Bonn und 1983 Gründungsdirektor des seit dem noch bestehenden Instituts für Sicherheitspolitik an der Universität Kiel. Kaltefleiters Schwerpunkte in Forschung und Lehre galten zunächst der Vergleichenden Politikwissenschaft sowie der Wahlforschung, später zudem der Medienforschung sowie den Internationalen Beziehungen, insbesondere der Sicherheitspolitik.

## Akademische Stationen
Als Sohn eines Kantors in Hagen geboren, besuchte Kaltefleiter das Städtische Gymnasium seiner Heimatstadt und studierte im Anschluss an die Abiturprüfung von 1957 bis 1961 an der Universität zu Köln Volkswirtschaftslehre, mit Politikwissenschaft als Wahlpflichtfach. Kaltefleiters Diplomarbeit im Fach Volkswirtschaftslehre entstand bei Alfred Müller-Armack. Kaltefleiter war Schüler des Begründers der politikwissenschaftlichen Kölner Schule, Ferdinand A. Hermens und wurde 1963 bei Hermens in Köln zum Dr. rer. pol. promoviert. Titel seiner Dissertation war Funktion und Verantwortung in den europäischen Organisationen. Über die Vereinbarkeit von parlamentarischem Mandat und exekutiver Funktion. 1968 habilitierte sich Kaltefleiter mit einer Arbeit über Die Funktionen des Staatsoberhauptes in der parlamentarischen Demokratie an der Universität zu Köln.
1961 vertrat Kaltefleiter eine Assistenzstelle am Forschungsinstitut für Politische Wissenschaft und Europäische Fragen der Universität Köln. 1963 wurde er zum Assistenten, 1970 zum Wissenschaftlichen Rat ernannt und schließlich ebendort zum Professor berufen. Im akademischen Jahr 1968/1969 hatte er ein John F. Kennedy-Fellow-Stipendium des DAAD an der Harvard University inne und war dort u. a. Schüler von Carl J. Friedrich und Henry Kissinger.
1971 wurde Kaltefleiter als Nachfolger von Michael Freund ordentlicher Professor und Direktor des Instituts für Politische Wissenschaft an der Universität Kiel. Er lehrte und forschte bis zu seinem Tod in Kiel und stand dem Institut viele Jahre als Geschäftsführender Direktor vor. Zudem war er von 1975 bis 1981 Vizepräsident der Kieler Universität und während dieser Zeit hochschulpolitisch sehr einflussreich. Einen im Februar 1981 an ihn ergangenen Ruf an die Universität Salzburg lehnte er im November 1981 ab. Lehrstuhlnachfolger wurde nach Kaltefleiters Tod Joachim Krause.

## Politikwissenschaftliche Orientierung
Als Schüler Müller-Armacks verfocht Kaltefleiter eine marktwirtschaftlich verfasste Wirtschaftsordnung im Rahmen einer repräsentativen Demokratie. Er befürwortete ein Mehrheitswahlrecht nach britischem Vorbild. und stand damit in der Tradition seines akademischen Lehrers Ferdinand Hermens. Dem modifizierten Verhältniswahlrecht der Bundesrepublik Deutschland stand er wegen der hälftigen Besetzung des Bundestages nach Parteilisten skeptisch bis ablehnend gegenüber und beendete Vorlesungen zu diesem Thema üblicherweise mit dem Ausspruch: „Wir brauchen ein Ende der Listokratie“. Auch in Presse- und Rundfunkinterviews warnte er stets vor den Gefahren einer „Ausfransung“ des deutschen Parteiensystems; dieser könne allein durch die Einführung eines Mehrheitswahlrechtes begegnet werden.
Außen- und sicherheitspolitisch vertrat Kaltefleiter während des Ost-West-Konfliktes einen konfrontativen Kurs mit der Sowjetunion, verbunden mit einer ablehnenden Haltung gegenüber Rüstungskontrollbestrebungen. Kaltefleiter war ein Verfechter der europäischen Einigung, warnte aber zusehends vor dem Verlust der Steuerungskapazitäten von EU-Mitgliedsstaaten und damit vor einer überbordenden Brüsseler Bürokratie.
Kaltefleiters medienpolitischer Ansatz erfuhr mit dem im Jahr 1980 von Elisabeth Noelle-Neumann vorgelegten Buch Die Schweigespirale. Öffentliche Meinung – unsere soziale Haut eine Re-Definition. Er trat im Gefolge der Debatte um diese Publikation massiv für die Etablierung eines privat organisierten Rundfunks neben dem bestehenden öffentlich-rechtlichen ein.
Als dem konservativen Flügel der CDU sehr nahestehend, wurde er von Teilen der Kieler Studenten in den Siebziger- und frühen Achtzigerjahren scharf attackiert und setzte sich gegen diese Angriffe seinerseits energisch zur Wehr. Das Verhältnis zu seinem politisch linksliberal orientierten Kollegen Wilfried Röhrich, ab 1979 Inhaber des zweiten politikwissenschaftlichen Lehrstuhls an der Kieler Universität, war von Anfang an durch divergierende wissenschaftliche Ansätze und politische Differenzen geprägt und artete im Lauf der Zeit in persönliche Missachtung aus. Das zerrüttete Verhältnis der beiden Lehrstuhlinhaber führte schließlich dazu, dass das Kieler Studiencurriculum ab dem Wintersemester 1986/87 für längere Zeit nach wissenschaftstheoretischen Richtungen unterteilt wurde – empirisch-strukturell: Kaltefleiter, historisch-dialektisch: Röhrich. 1993 weigerte Kaltefleiter sich kurzzeitig, bei Röhrich erbrachte studentische Leistungsnachweise anzuerkennen.

## Institut für Sicherheitspolitik
1981 initiierte Kaltefleiter die Gründung der Gesellschaft für Sicherheitspolitik und Rüstungskontrolle als ideeller Trägerin des Instituts für Sicherheitspolitik (ISUK, später ISPK) an der Universität Kiel, dessen Gründungsdirektor er wurde. Ziel war laut Kaltefleiter die emotionsfreie Erhellung des Konfliktpotentials in der Welt. Nicht nur das militärische Kräfteverhältnis und die Fragen des Gleichgewichts, der Abrüstung in Ost und West sollen durchleuchtet werden, sondern auch ökonomische Hintergründe, deren Kenntnis zur Vermeidung militärischer Auseinandersetzungen von Bedeutung ist.
Der Kieler Allgemeine Studierendenausschuss (ASTA) protestierte öffentlich gegen die Gründung des Instituts für Sicherheitspolitik: „Wir sagen allen Bestrebungen den entschiedensten Kampf an, an der Kieler Universität eine Kaderschule für Kalte Krieger zu etablieren.“ Vertreter des ASTA forderten alternativ den Aufbau eines Instituts für Friedenspolitik und standen zudem Kaltefleiters befürwortender Haltung bezüglich der Entwicklung von Neutronenbomben kritisch-ablehnend gegenüber.

## Postgraduate Summer Course on National Security
Kaltefleiter veranstaltete als Direktor zwischen 1981 und 1997 in Kiel jährlich einen „Postgraduate Summer Course on National Security“. Nach Kaltefleiters Tod wurde im Juli/August 1998 ein letzter Kurs abgehalten und die Veranstaltungsreihe danach eingestellt. An den in der Öffentlichkeit hoch umstrittenen Seminaren nahmen renommierte Wissenschaftler, Regierungsakteure, Militärangehörige, aber auch Mitglieder von Befreiungsbewegungen teil. Die Koordination lag in den Händen von Kaltefleiter und Ulrike Schumacher. Co-Direktoren waren die US-Professoren William van Cleave und Robert Pfaltzgraff. Eine Sammlung ausgewählter Vorträge wurde jährlich unter dem Titel Conflicts, Options, Strategies in a threatened World von Kaltefleiter und Ulrike Schumacher veröffentlicht. Wichtige Autoren waren van Cleave, Pfaltzgraff und bis Mitte der Achtzigerjahre Frank R. Barnett.

## Engagement bei der Konrad-Adenauer-Stiftung und als Analyst
Kaltefleiter war zwischen 1970 und 1975 parallel zu seiner Kieler Lehrtätigkeit Leiter des Sozialwissenschaftlichen Instituts der Konrad-Adenauer-Stiftung in Alfter bei Bonn und arbeitete während seiner dortigen Tätigkeit insbesondere zur angewandten Wahl- sowie Medienforschung. Als Gast hat Kaltefleiter im CDU-Bundesvorstand bis 1975 regelmäßig Wahlanalysen vorgetragen, danach noch gelegentlich in der CDU/CSU-Bundestagsfraktion. Besonders ausführlich während CDU-Bundesvorstandssitzungen waren die Diskussionen nach der Bundestagswahl 1972. In den 1970er Jahren wurde Kaltefleiter regelmäßig im CSU-Presseorgan Bayernkurier hinsichtlich der Validität seiner politischen Analysen angegriffen. 1991 referierte Kaltefleiter indes während der jährlichen Klausurtagung der CSU-Landesgruppe im Deutschen Bundestag in Wildbad Kreuth auf Wunsch des damaligen CSU-Parteivorsitzenden Theo Waigel bezüglich der Entwicklung des deutschen Parteiensystems sowie hinsichtlich einer Standortbestimmung der CSU im deutschen Parteiensystem nach der Wiedervereinigung 1990.

## Engagement als Politiker
1980 bemühte sich Kaltefleiter um ein Bundestagsmandat. Als CDU-Wahlkreiskandidat im Bundestagswahlkreis Rendsburg-Eckernförde unternahm er den Versuch, mit einem an US-amerikanische Event-Wahlkämpfe angelehnten Konzept das Direktmandat zu gewinnen, unterlag jedoch der damaligen SPD-Bundestagsabgeordneten und späteren schleswig-holsteinischen Ministerpräsidentin Heide Simonis. Ein sicherer CDU-Landeslistenplatz blieb ihm verwehrt. Nach 1980 war Kaltefleiter als Mitglied des CDU-Landesausschusses Schleswig-Holstein in hervorgehobener politischer Position aktiv.

## Anwendungsorientierte, politikwissenschaftliche Initiativen

### Arbeitskreis Parteienfinanzierung
Zwischen 1992 und 1994 organisierte Kaltefleiter gemeinsam mit Karl-Heinz Naßmacher, zwischen 1975 und 2008 Professor für Politikwissenschaft an der Universität Universität Oldenburg, einen Arbeitskreis zur „Neuordnung der Parteienfinanzierung“ in Deutschland. Da das Bundesverfassungsgericht 1992 seit 1986 bestehende Formen des Parteiengesetzes, auch wegen Regelungen um Parteispenden, als mit dem Grundgesetz in wesentlichen Teilen unvereinbar verworfen hatte, Antragstellerin in diesem Organstreitverfahren war die Bundespartei Die Grünen im Jahr 1989, trafen sich Fachwissenschaftler sowie die Schatzmeister von CDU, SPD, CSU, der FDP sowie die nunmehr als Bündnis 90/Die Grünen Auftretenden unter der Leitung von Kaltefleiter und Naßmacher zur Vorformulierung eines neuen Parteiengesetzes in verschiedener personeller Konstellation mehrmals in Bonn, erstmals im Juni 1992. Das neue Parteiengesetz trat 1994 in Kraft. Diese Treffen waren inspiriert von der Erkenntnis des in 1992 erkennenden Senates, dass „entgegen der bisher vom Senat vertretenen Auffassung der Staat verfassungsrechtlich nicht gehindert (ist), den Parteien Mittel für die Finanzierung der allgemein ihnen nach dem Grundgesetz obliegenden Tätigkeit zu gewähren.“ Damit hatte das Bundesverfassungsgericht mit der bis dahin maßgeblichen und wiederholt vorgetragenen Sicht einer politischen Partei als einer reinen „Wahlkampfvorbereitungsorganisation“ gebrochen, dieses wegweisende Urteil erging einstimmig.

## Mitglied des ZDF-Fernsehrates
Zwischen 1982 und 1988 gehörte Werner Kaltefleiter als ein von der schleswig-holsteinischen Landesregierung entsandtes Mitglied dem ZDF-Fernsehrat an.

## Journalistisches Engagement
Werner Kaltefleiter verfasste regelmäßig Kolumnen für die Tageszeitung Handelsblatt, für die Wochenzeitung Welt am Sonntag sowie für die Zeitschrift Impulse.

## Ehrungen
1984 erhielt Werner Kaltefleiter aus der Hand des damaligen schleswig-holsteinischen Kultusministers Peter Bendixen das Bundesverdienstkreuz 1. Klasse für sein Engagement zur Förderung und Erhalt der Hochschulautonomie in Deutschland.

## Werke (Auswahl)
- Funktion und Verantwortung in den europäischen Organisationen. Über die Vereinbarkeit von parlamentarischem Mandat und exekutiver Funktion, Athenäum Verlag, Frankfurt a. M./Köln 1964
- Funktionen der Massenmedien (zusammen mit Rudolf Wildenmann), Athenäum Verlag, Frankfurt a. M. 1965
- Konsens ohne Macht? Eine Analyse der Bundestagswahl vom 19.9.1965. In: Ferdinand A. Hermens: Verfassung und Verfassungswirklichkeit, Jahrbuch 1966. Westdeutscher Verlag, Köln 1966
- Wirtschaft und Politik in Deutschland. Konjunktur als Bestimmungsfaktor des Parteiensystems, Westdeutscher Verlag, Köln 1966 (2. Aufl. 1968)
- Zur Chancengleichheit der Parteien. In: Ferdinand A. Hermens: Verfassung und Verfassungswirklichkeit, Jahrbuch 1968 Teil 2. Westdeutscher Verlag, Köln 1968
- Wirtschaft und Politik in Deutschland (1966, 1968)
- Die Funktionen des Staatsoberhauptes in der parlamentarischen Demokratie. Westdeutscher Verlag, Köln 1970
- Im Wechselspiel der Koalitionen – Analyse der Bundestagswahl 1969. (mit Peter Arend, Paul Kevenhörster, Rüdiger Zülch) In: Ferdinand A. Hermens: Verfassung und Verfassungswirklichkeit, Jahrbuch 1970 Teil 1. Carl Heymanns, Köln 1970
- Zwischen Konsens und Krise – Analyse der Bundestagswahl 1972 (1973)
- Geheimhaltung und Öffentlichkeit in der Außenpolitik (zus. mit P. Krogh, 1974)
- Minoritäten in Ballungsräumen – Ein deutsch-amerikanischer Vergleich (zus. mit M. G. Eisenstadt, Bonn 1975)
- Vorspiel zum Wechsel. Eine Analyse der Bundestagswahl 1976 (1977)
- Weltmacht ohne Politik – Das amerikanische Regierungssystem nach den Wahlen von 1976 (zus. mit Edward Keynes, Berlin 1979)
- Empirische Wahlforschung. Eine Einführung in Theorie und Technik (zus. mit P. Nißen, 1980)
- Parteien im Umbruch. Düsseldorf 1984
- Politik als Angebot und Nachfrage. Politische Willensbildungsprozesse in den Vereinigten Staaten (zus. mit Edward Keynes u. a.), Kiel 1984
- Rüstungskontrolle, ein Irrweg?, Olzog, München 1984 (zus. mit Ulrike Schumacher)

## Herausgeber (Auswahl)
- Verfassung und Verfassungswirklichkeit, Jahrbuch. Ab 1972 gemeinsam mit Ferdinand A. Hermens, Duncker Humblot, Berlin 1972 ff.
- Conflicts, Options, Strategies In A Threatened World (mit Ulrike Schumacher) Papers presented at the International Summer Course on National Security, 1981 ff., Schriften des Instituts für Politische Wissenschaften an der Universität Kiel
- Libertas Optima Rerum. Schriften des Instituts für Sicherheitspolitik an der Universität Kiel, E.S.Mittler, Herford 1984 ff.